# 俱文珍
俱文珍（743年—813年），唐代後期宦官，原名俱文珍，從義父姓刘，改名刘贞亮。
《舊唐書》稱其「性忠正，剛而蹈義。」俱文珍個性專悍，擔任宣武軍监军时，因害怕兵變，置亲兵千人，开宦官领兵先例。平涼劫盟时为吐蕃所俘。貞元十三年，韓愈曾作〈送汴州監軍俱文珍序〉，對俱文珍歌頌備至：「奋其武毅，张我皇威。遇变出奇，先事独运。……其監統中貴，必材雄德茂，榮耀寵光，能俯達人情，仰喻天意者，然後為之。」
永貞元年（805年），反對永貞革新，聯合劍南節度使韋皋、荊南節度使裴均、河東節度使嚴綬等外藩，三月二十四日，與劉光琦、薛盈珍等迫順宗立長子廣陵王李淳為太子，更名李純。是年七月召翰林學士衛次公、鄭絪、李程、王涯等入金鑾殿，迫唐順宗退位，起草詔書，由太子即位，即唐憲宗，史稱「永貞內禪」。元和元年（806年）永貞革新的領導人二王八司馬皆貶，至此「永貞革新」以失敗收場。
俱文珍累遷至右衛大將軍，知內侍省事。後來韓愈作《順宗實錄》，對俱文珍亦多加褒辭。俱文珍因擅杀东川节度使李康，又與另一位神策軍護軍中尉不合，激起眾怒，宮中的宦官亦群起攻之，漸失恩寵，元和八年（813年）死去。憲宗感念他的翊戴之功，贈開府儀同三司。

## 延伸阅读
[在维基数据编辑]
 《舊唐書·卷184》，出自刘昫《舊唐書》
 《新唐書·卷207》，出自《新唐書》